# Charles Brumskine
Charles Walker Brumskine, född den 27 april 1951, död den 20 november 2019, var en av kandidaterna i Liberias presidentval 2005.
Han tog examen i ekonomi vid University of Liberia 1973 och i juridik vid Louis Arthur Grimes School of Law 1981, varefter han tog mastersexamen vid Dedman School of Law vid Southern Methodist University i Texas. Under 1990-talet var han politiskt allierad med Charles Taylor men de kom sedan i konflikt och Brumskine flyttade till USA. Efter att Taylor avgått som president 2003 återvände Brumskine till Liberia. I presidentvalet 2005 kom han på tredje plats med knappt 14% av rösterna.